# ヴァイオリン協奏曲第7番 (モーツァルト)
ヴァイオリン協奏曲第7番 ニ長調 K. 271a (271i) は、ヴォルフガング・アマデウス・モーツァルトが1777年に作曲したとされているヴァイオリン協奏曲であり、現在では新モーツァルト全集において疑作扱いされている楽曲である。『コルプ』（Kolb）の愛称で呼ばれることもある。

## 概要
自筆譜は（もし存在したとすれば）現在紛失している。現在残されているのは、フランスのヴァイオリニスト、ウジェーヌ・ソゼーが師で義父であるピエール・バイヨのために作成したパート譜（パリ国立図書館所蔵）と、ドイツの楽譜コレクター、アロイス・フックスが作成した総譜（ベルリン州立図書館所蔵）である。1907年に、フックス版に基づいて初めて出版された。
ソゼーの筆写譜には「アブネック氏所有の自筆譜に基づき1837年にソゼーが筆写した」、とバイヨにより書かれており、自筆譜には「1777年7月16日にザルツブルクで作曲した」というイタリア語での書き込みがあったという。しかし、2つの筆写譜には異同があり（特に終楽章の終結部においてフックス版の方が長い）、ソロパートの重音技法や管弦楽法（特に第2楽章のピッツィカート）、各楽章の形式など、当時のモーツァルトの様式にそぐわない点が出版直後から指摘され、現在では、モーツァルト作ではないか、少なくとも他人による加筆があることは間違いないとされる。モーツァルト作品の真贋鑑定の権威だったフックスも、「ザルツブルクにて自筆譜で発見されるであろうか？ とりわけ真性はこれから明らかになるであろう」と判断を保留している（フックスが元にした楽譜は現在も不明）。
野口秀夫は、本曲の主題の他のモーツァルト作品との類似点を指摘しつつ、モーツァルト作曲のオリジナル版を19世紀のヴァイオリン奏法に精通した人が勝手に編曲した版である、と推測している。
現在では第6番と共に演奏・録音の機会がほとんどない曲であるが、かつては疑いを持たれることもなく演奏されていたため、ユーディ・メニューインやジャン＝ジャック・カントロフ、ヨゼフ・スークらの録音で耳にすることができる。これらは主にフックス版を用いている（カントロフのみソゼー版を使用）。

## 編成
独奏ヴァイオリン、オーボエ2、ホルン2、弦五部。

## 構成
全3楽章、演奏時間は約26分。
- 第1楽章 アレグロ・マエストーソ
ニ長調、4分の4拍子、協奏風ソナタ形式。
- 第2楽章 アンダンテ
ト長調、4分の3拍子、ソナタ形式。
- 第3楽章 ロンド：アレグロ
ニ長調、4分の2拍子、ロンド形式。

### 演奏
ユーディ・メニューイン独奏、ジョルジェ・エネスク指揮、パリ交響楽団（1932年6月録音）。カデンツァ：ジェルジェ・エネスク
- 第1楽章 - YouTube
- 第2楽章 - YouTube
- 第3楽章 - YouTube